# オペル・カスケーダ
カスケーダ（Cascada ）はドイツの自動車メーカー・オペルが製造、販売していた2ドアカブリオレである。
イギリス市場においては、他のオペル車同様にボクスホールブランドで販売される。また、ゼネラルモーターズグループのネットワークを活用して、2015年からはオセアニア市場においてホールデンブランドで、北米市場においてビュイックブランドでの投入を開始（ホールデン向けは2017年で販売終了）。
尚、「カスケーダ」の名はすべてのブランドにおいて共通であり、スペイン語で「滝」を意味する。

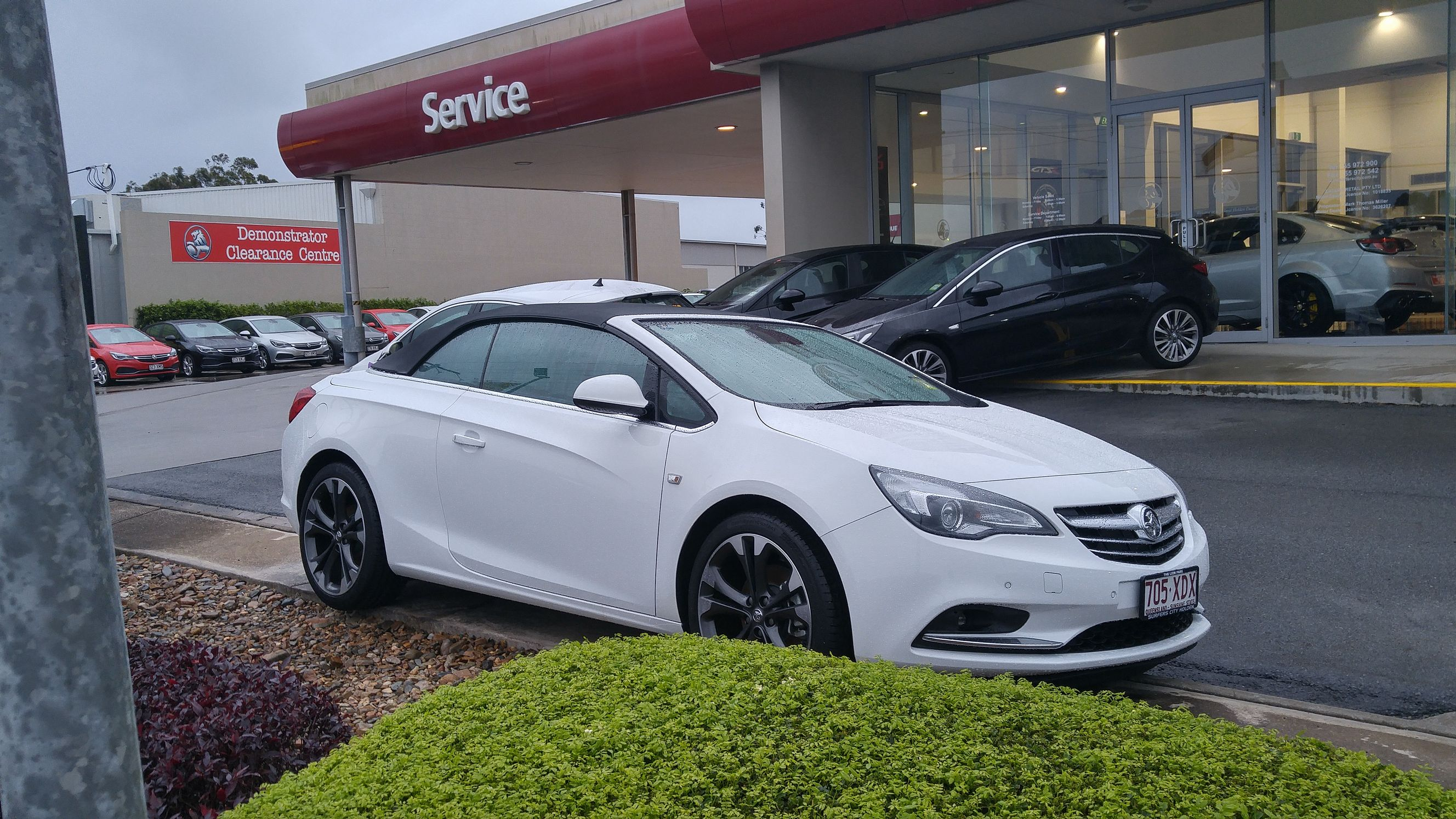
ホールデン・カスケーダ
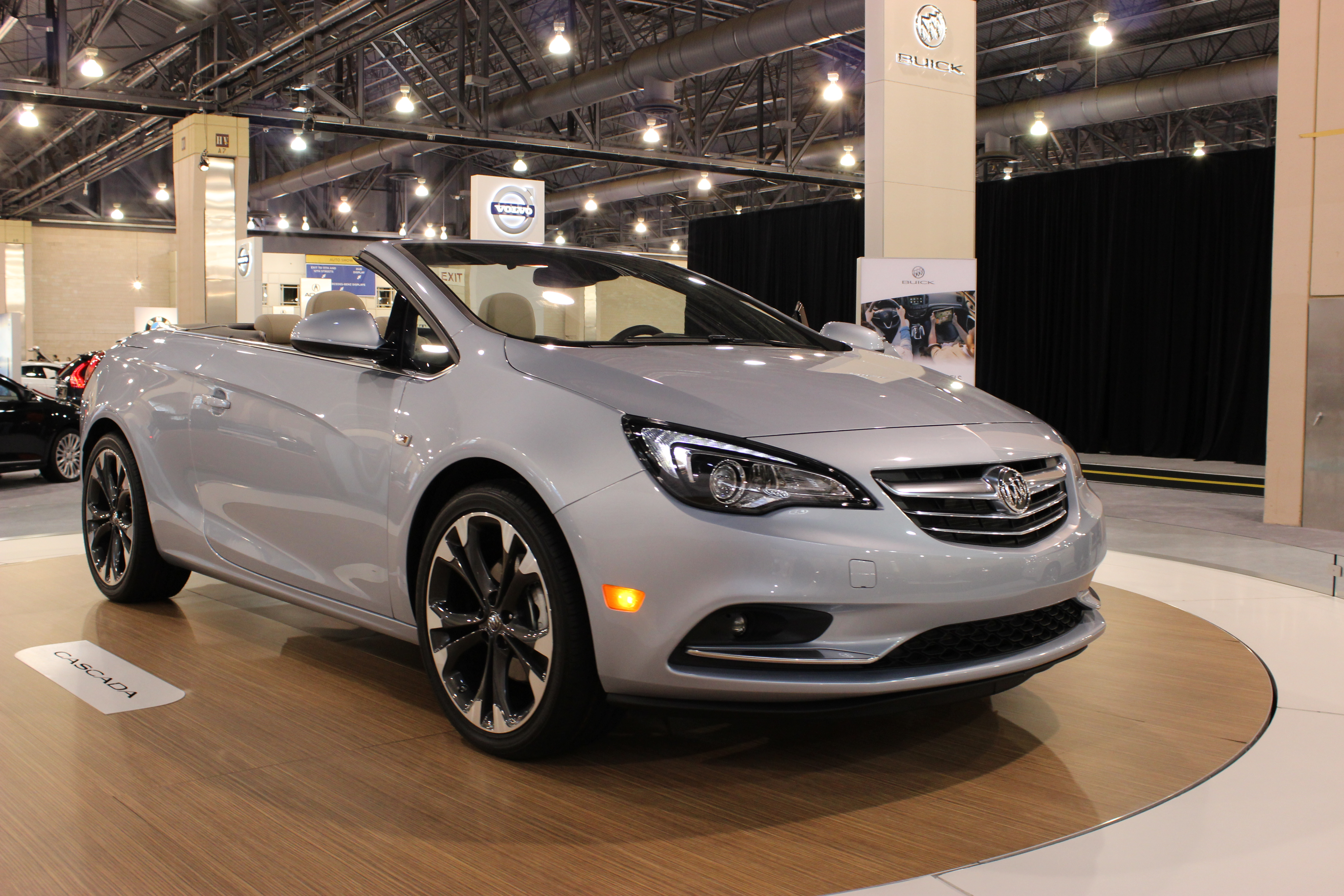
ビュイック・カスケーダ

## 概要
アストラとインシグニアの間に位置する車種として2013年のジュネーブショーにてワールドプレミアされ、その後、発売を開始した。
アストラツイントップの後継車種であると同時に、同社唯一のオープンモデルでもあるが、ルーフは電動ハードトップ（クーペカブリオレ）から電動ソフトトップに改められている。
2015年1月11日、同じGMグループであるビュイックが、北米市場向けに同ブランド版である「ビュイック・カスケーダ」を発表、翌12日にデトロイトモーターショー’15にて初公開された。同仕様は200PS・1.6Lターボのみの設定となる。
2018年10月10日、オペルとボクスホールはアダム、カール/ビーバ、カスケーダを2019年末で販売終了すると発表した。これらの車種の後継は作られず、より市場規模の大きいSUVに注力する方針を示している。

## メカニズム
プラットフォームはアストラ、ザフィーラツアラー、シボレー・クルーズと同じGMデルタ2を採用し、エンジンはガソリンが1.4Lターボエコテックと1.6L・SIDI（Spark Ignition Direct Injection）ターボエコテック、そしてディーゼルは2.0Lターボエコテック・CDTI、2.0L・Biターボエコテック・CDTI2種の計4種を用意し、それらに6MTもしくは6ATを組み合わせる。
電動ソフトトップの動作にかかる所要時間は約17秒で、50km/h以下であれば走行中でも開閉が可能である。また、ソフトトップは全3色の中から選択出来る。

## グレード
- Edition
  - 1.4L 6速MT
  - 1.4L 6速MT（Start/Stop付）
  - 1.6L 6速MT（Start/Stop付）
  - 1.6L 6速AT
  - 2.0L 6速MT（Start/Stop付）
  - 2.0L 6速AT
  - 2.0L BiTURBO 6MT（Start/Stop付）
- Innovation
  - 1.4L 6速MT
  - 1.4L 6速MT（Start/Stop付）
  - 1.6L 6速MT（Start/Stop付）
  - 1.6L 6速AT
  - 2.0L 6速MT（Start/Stop付）
  - 2.0L 6速AT
  - 2.0L BiTURBO 6MT（Start/Stop付）